# The King of Limbs
The King of Limbs is het achtste studioalbum van de Engelse alternatieve-rockband Radiohead. Het album verscheen eerst als muziekdownload op 18 februari 2011 en daarna op 28 maart op vinyl en cd. In mei 2011 verscheen een speciale editie, bestaande uit twee mini-lp's met transparant vinyl en een cd. Deze uitgave werd aangekondigd als het eerste 'newspaper album'.
Nigel Godrich verzorgde de productie van de muziek. De albumhoes en de verpakking van de 'newspaper'-editie werden ontworpen door Stanley Donwood, die sinds 1994 voor Radiohead werkt.

## Achtergrond
De uitgave van het achtste Radiohead-album stond gepland voor 19 februari 2011. Op 14 februari kondigde de band op hun website aan dat het album besteld kon worden en dat het op zaterdag de negentiende als download verstuurd zou worden. Voordien was niet bekend dat Radiohead een nieuw album uit zou brengen.
Op 18 februari 2011 ging tevens een door Garth Jennings geregisseerde videoclip bij het nummer "Lotus Flower" op YouTube in première. Dit lied speelde zanger Thom Yorke solo voor het eerst in het najaar van 2009, tijdens een optreden van Atoms for Peace, een zijproject van Yorke. De band plaatste op 17 februari 2011 op Twitter een bericht in het Japans: "Hachiko Square Shibuya, 59 minutes at 18 Friday". Ten gevolge hiervan verzamelde een groep fans zich de volgende dag op het Hachikō-plein in de wijk Shibuya te Tokio, in de hoop op een optreden van Radiohead. Het evenement werd geannuleerd en het Japanse label van de band verklaarde dat er zorgen waren over de veiligheid in het drukbezochte gebied.

## Tracklist
| 1.                 | Bloom             | 5:14 |
| 2.                 | Morning Mr Magpie | 4:40 |
| 3.                 | Little by Little  | 4:27 |
| 4.                 | Feral             | 3:12 |
| 5.                 | Lotus Flower      | 5:00 |
| 6.                 | Codex             | 4:46 |
| 7.                 | Give Up the Ghost | 4:50 |
| 8.                 | Separator         | 5:20 |
| Totale duur: 37:24 |                   |      |

## Hitnoteringen

### NederlandseAlbum Top 100
| Hitnotering: 02-04-2011 t/m 11-06-2011 | Hitnotering: 02-04-2011 t/m 11-06-2011 | Hitnotering: 02-04-2011 t/m 11-06-2011 | Hitnotering: 02-04-2011 t/m 11-06-2011 | Hitnotering: 02-04-2011 t/m 11-06-2011 | Hitnotering: 02-04-2011 t/m 11-06-2011 | Hitnotering: 02-04-2011 t/m 11-06-2011 | Hitnotering: 02-04-2011 t/m 11-06-2011 | Hitnotering: 02-04-2011 t/m 11-06-2011 | Hitnotering: 02-04-2011 t/m 11-06-2011 | Hitnotering: 02-04-2011 t/m 11-06-2011 | Hitnotering: 02-04-2011 t/m 11-06-2011 | Hitnotering: 02-04-2011 t/m 11-06-2011 |
| Week:                                  | 1                                      | 2                                      | 3                                      | 4                                      | 5                                      | 6                                      | 7                                      | 8                                      | 9                                      | 10                                     | 11                                     |                                        |
| -------------------------------------- | -------------------------------------- | -------------------------------------- | -------------------------------------- | -------------------------------------- | -------------------------------------- | -------------------------------------- | -------------------------------------- | -------------------------------------- | -------------------------------------- | -------------------------------------- | -------------------------------------- | -------------------------------------- |
| Positie:                               | 3                                      | 11                                     | 16                                     | 22                                     | 33                                     | 50                                     | 54                                     | 58                                     | 75                                     | 77                                     | 99                                     | uit                                    |

### VlaamseUltratop 100Albums
| Hitnotering: 02-04-2011 t/m 25-06-2011 | Hitnotering: 02-04-2011 t/m 25-06-2011 | Hitnotering: 02-04-2011 t/m 25-06-2011 | Hitnotering: 02-04-2011 t/m 25-06-2011 | Hitnotering: 02-04-2011 t/m 25-06-2011 | Hitnotering: 02-04-2011 t/m 25-06-2011 | Hitnotering: 02-04-2011 t/m 25-06-2011 | Hitnotering: 02-04-2011 t/m 25-06-2011 | Hitnotering: 02-04-2011 t/m 25-06-2011 | Hitnotering: 02-04-2011 t/m 25-06-2011 | Hitnotering: 02-04-2011 t/m 25-06-2011 | Hitnotering: 02-04-2011 t/m 25-06-2011 | Hitnotering: 02-04-2011 t/m 25-06-2011 | Hitnotering: 02-04-2011 t/m 25-06-2011 | Hitnotering: 02-04-2011 t/m 25-06-2011 |
| Week:                                  | 1                                      | 2                                      | 3                                      | 4                                      | 5                                      | 6                                      | 7                                      | 8                                      | 9                                      | 10                                     | 11                                     | 12                                     | 13                                     |                                        |
| -------------------------------------- | -------------------------------------- | -------------------------------------- | -------------------------------------- | -------------------------------------- | -------------------------------------- | -------------------------------------- | -------------------------------------- | -------------------------------------- | -------------------------------------- | -------------------------------------- | -------------------------------------- | -------------------------------------- | -------------------------------------- | -------------------------------------- |
| Positie:                               | 9                                      | 7                                      | 15                                     | 21                                     | 26                                     | 33                                     | 44                                     | 55                                     | 57                                     | 78                                     | 68                                     | 90                                     | 89                                     | uit                                    |